# Anoda henricksonii
Anoda henricksonii là một loài thực vật có hoa trong họ Cẩm quỳ. Loài này được M.C.Johnst. mô tả khoa học đầu tiên năm 1983.